# Slag om Dumlupınar
De Slag om Dumlupınar (Turks: Dumlupınar (Meydan) Muharebesi of Başkumandanlık Meydan Muharebesi, vertaald "de veldslag van de opperbevelhebber") was een belangrijke veldslag tussen het Griekse leger van Anatolië en het Turkse (rebellen)leger van de regering onder leiding van veldmaarschalk Mustafa Kemal Atatürk die zich afspeelde rond de stad Dumlupınar tussen 26 augustus en 30 augustus 1922 als vervolg op de eerdere Slag om Sakarya waarbij de legers van Mustafa Kemal – ofschoon ze qua materieel en manschappen in de minderheid waren – de Grieken terugdreven tot ver voor Ankara, wat voor een omkeer zorgde in de Turkse Onafhankelijkheidsoorlog. Mustafa Kemal nam geen genoegen met de eerdere gewonnen veldslag en wilde de Griekse invasiemacht verdrijven uit Klein-Azië. Deze veldslag was de eerste in een tweedelige reeks van veldslagen, ook wel het 'Grote Offensief' (Büyük taarruz) genoemd. Na de Turkse overwinning tijdens de Slag om Dumlupınar volgde de laatste veldslag van het Grote Offensief: de inname van İzmir (1922).
Na de Slag om Sakarya kregen de Turkse legers en hun commandanten het zelfvertrouwen weer terug. Mustafa Kemal wist dat een goede, doorgronde voorbereiding nodig was om de Grieken vanuit hun huidige standplaatsen te kunnen verjagen tot aan de Egeïsche Zee. Na het sluiten van het Verdrag van Kars waren de Sovjets de grootste toeleverancier van wapens en munitie, alsmede goud en andere financiële middelen die de Turkse Onafhankelijkheidsstrijders kregen van Moskou. Voortdurend werd materieel uit Rusland aangevoerd in de havens aan de Zwarte Zee en werden de goederen vervoerd door de plaatselijke bevolking, meestal 's nachts. Ondanks het feit dat collega-generaals van Mustafa Kemal erop aandrongen de veldslag eerder te laten beginnen, begon de Slag om Dumlupınar na een jaar van voorbereidingen en het werven van nieuwe manschappen op 26 augustus 1922. De Griekse legers werden totaal verpulverd, mede door miscommunicatie tussen de verschillende divisies en de hoofdkwartier van de Griekse invasieleger gelegen in İzmir. De Grieken werden teruggedrongen tot aan Smyrna, waar de laatste veldslag plaatsvond tussen het resterende Griekse leger en het Turkse leger onder leiding van Mustafa Kemal.

## Afbeeldingen

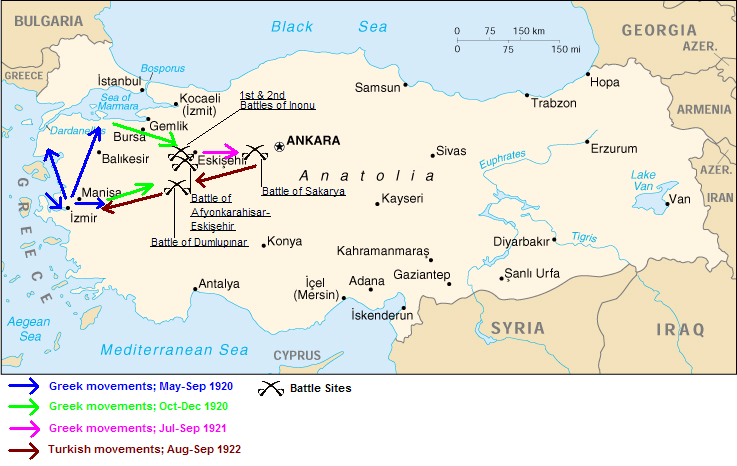
Verloop van de Turkse Onafhankelijkheidsoorlog